# Nowa Wieś (gmina Nowogrodziec)
Nowa Wieś – wieś w Polsce położona w województwie dolnośląskim, w powiecie bolesławieckim, w gminie Nowogrodziec.

## Podział administracyjny
W latach 1975–1998 miejscowość należała administracyjnie do województwa jeleniogórskiego.
Przez miejscowość przebiega droga wojewódzka DW357.